# Deventsi
Deventsi (bulgariska: Девенци) är ett distrikt i Bulgarien.   Det ligger i kommunen Obsjtina Tjerven brjag och regionen Pleven, i den nordvästra delen av landet, 100 km nordost om huvudstaden Sofia.
Trakten runt Deventsi består till största delen av jordbruksmark. Runt Deventsi är det ganska glesbefolkat, med 47 invånare per kvadratkilometer.